# Tunceli
Tunceli, či též Dersim, je město v Turecku, hlavní město stejnojmenné provincie ve Východní Anatolii. V roce 2009 zde žilo 31 599 obyvatel. Město je obklopeno pohořím Taurus.